# Carl Gunnarsson
Carl Gunnarsson (ur. 9 listopada 1986 w Örebro) – szwedzki hokeista.

## Kariera
- Örebro Län (2001-2002)
- Örebro J20 (2002-2004)
- Örebro HK (2003-2004)
- Linköping J18 (2004)
- Linköping J20 (2004-2006)
- Linköpings HC (2005-2009)
  -  IFK Arboga (2006)
  -  VIK Västerås HK (2007)
- Toronto Maple Leafs (2009-2014)
  -  Toronto Marlies (2009-2010)
  -  Örebro HK (2012-2013)
- St. Louis Blues (2014-2021)
  -  San Antonio Rampage (2018/2019)

Wychowanek klubu Örebro HK. Od czerwca 2009 zawodnik Toronto Maple Leafs. W czerwcu 2011 przedłużył kontrakt z klubem o dwa lata. Na okres lokautu w sezonie NHL (2012/2013) od listopada 2012 do stycznia 2013 związany z macierzystym klubem Örebro. W lipcu 2013 przedłużył kontrakt z Toronto Maple Leafs o trzy lata. Od czerwca 2014 zawodnik St. Louis Blues (w toku wymiany za Romana Poláka). Przedłużał kontrakt z klubem w marcu 2016 o trzy lata, w czerwcu 2019 o dwa lata. W czerwcu 2021 ogłosił zakończenie kariery zawodniczej.
Uczestniczył w turniejach mistrzostw świata w 2009, 2010, 2011.

## Sukcesy
Reprezentacyjne
- Brązowy medal mistrzostw świata: 2009, 2010
- Srebrny medal mistrzostw świata: 2011

Klubowe
- Srebrny medal mistrzostw Szwecji: 2007, 2008 z Linköping
- Puchar European Trophy: 2008 z Linköping
- Puchar Stanleya: 2019 z St. Louis Blues